# Phalepsini
Tribu
Les Phalepsini sont une tribu de coléoptères de la famille des Staphylinidae.

## Systématique
La tribu des Phalepsini a été créée en 1949 par l'entomologiste français René Jeannel (1879-1965),.

## Description
René Jeannel fait la description suivante dans sa publication de 1949 : 

« Forme normale, antennes à massue triarticulée. Palpes longs et grêles, la massue allongée, renflée à la base et longuement effilée. Tarses avec un seul ongle et une soie paronguéale. »

.

## Liste des genres
Selon BioLib (19 août 2022) :
- genre Phalepsus Westwood, 1870

## Publication originale
- R. Jeannel, « Les Psélaphides de l'Afrique Orientale (Coleoptera) », Mémoires du Muséum national d'histoire Naturelle. Nouvelle série. Série A, Zoologie., vol. 29, no 1,‎ 1949, p. 1-226 (ISSN 0078-9747, lire en ligne).